# Суха Долина (Білорусь)
Суха Долина (біл. Сухая Даліна) — село в складі Гродненського району Гродненської області, Білорусь. Село підпорядковане Індурській сільській раді, розташоване у західній частині області.